# Chilicola megalostigma
Chilicola megalostigma là một loài Hymenoptera trong họ Colletidae. Loài này được Ducke mô tả khoa học năm 1908.